# Pferdetreppe

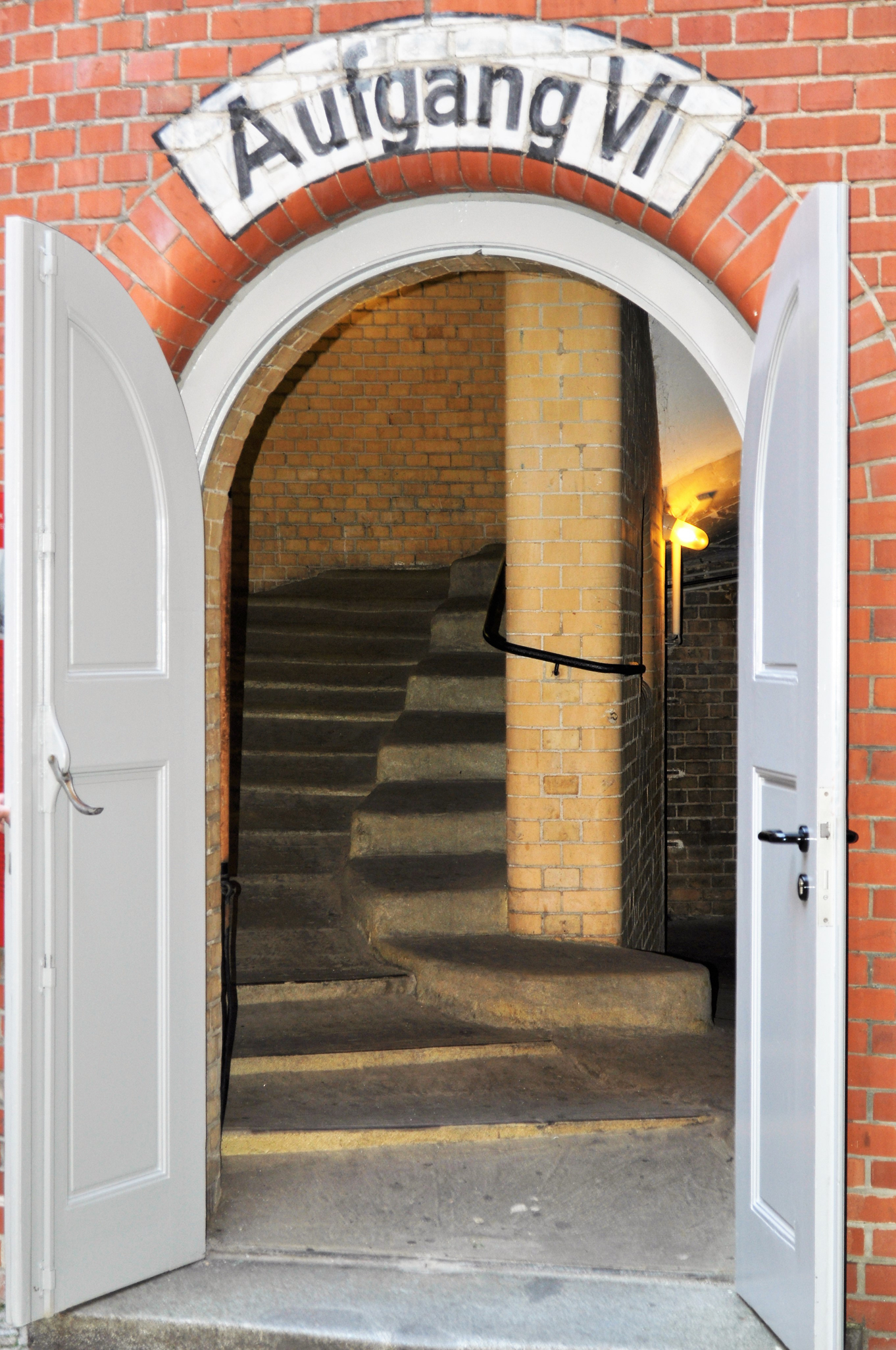
Eingang zur Pferdetreppe im Deutschen Technikmuseum Berlin

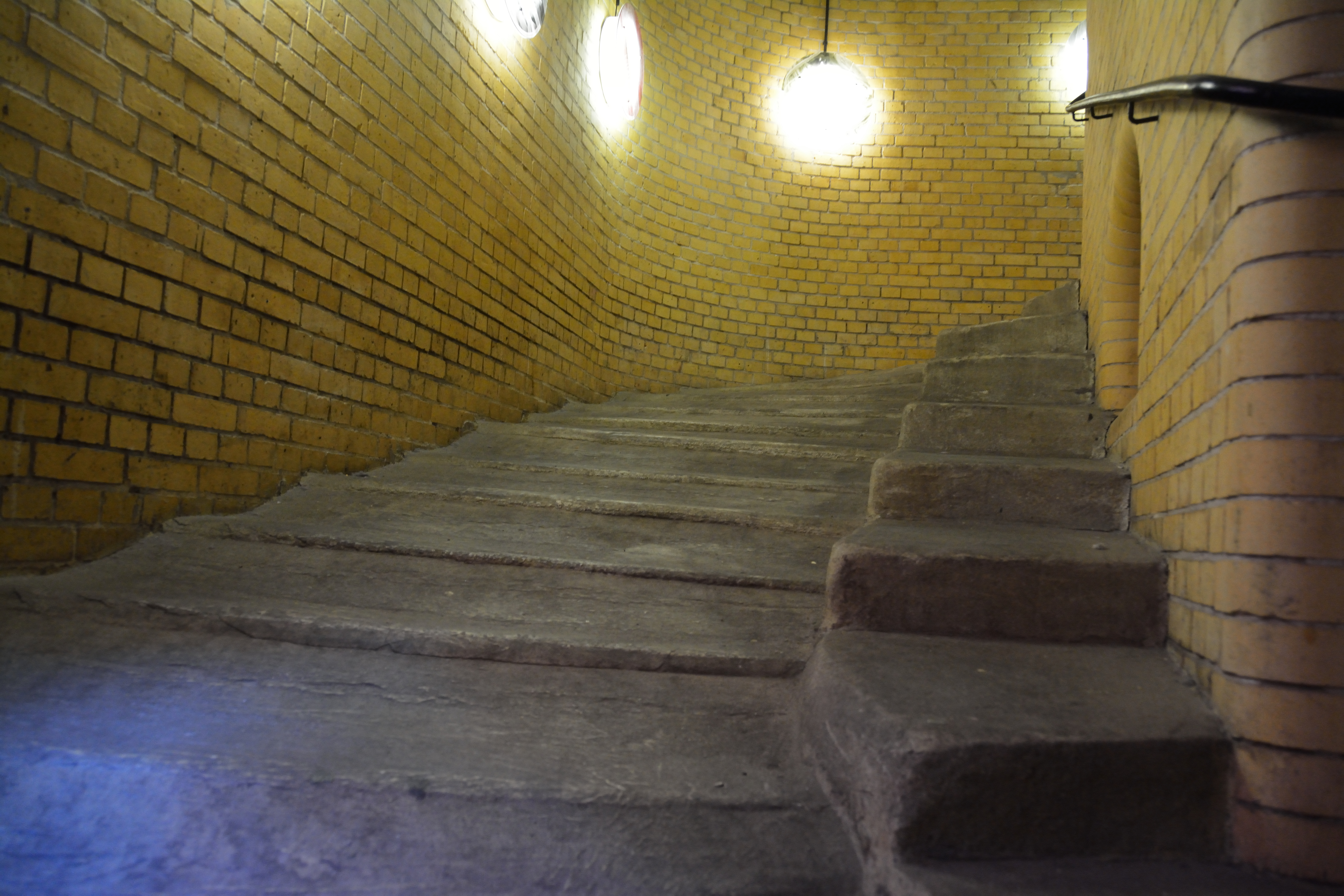
Pferdetreppe im Berliner Technikmuseum; links Stufen für das Pferd, rechts für die führende Person

Eine Pferdetreppe ist eine Treppenanlage mit einer besonderen Ausformung der Treppenstufen, um ihre Benutzung durch Pferde zu ermöglichen. Sie diente (im Gegensatz zur Reittreppe) in dicht besiedelten und industrialisierten Großstädten des 19. und frühen 20. Jahrhunderts (als Pferdefuhrwerke das hauptsächliche Transportmittel waren) dazu, Zugpferde in die oberen Etagen von mehrgeschossigen Ställen bringen zu können, um auf diese Weise eine platzsparenden Unterbringung der Tiere zu ermöglichen.

## Ausführung
Die Stufen der Pferdetreppen sind flach und tief, um ein Straucheln der Pferde, besonders beim Abstieg, zu vermeiden. Das Höhen/Tiefen-Verhältnis der Stufen beträgt hier höchstens 1 zu 4. Sie sind schwach nach unten geneigt und betoniert. Neben der eigentlichen Pferdetreppe verläuft im inneren Bogen eine weitere Treppe für diejenigen Personen, die die Pferde führen.
Im Altbau des heutigen Berliner Technikmuseums, einem Industriekomplex von 1908, ist ein solcher Treppenturm als rechtsläufige Wendeltreppe ausgeführt. In dem von Carl Linde in Auftrag gegebenen Wohn-, Fabrik- und Verwaltungsgebäude wurden von der Markt- und Kühlhallengesellschaft auf zwei Etagen Pferdeställe eingerichtet, da damals der verfügbare Grund und Boden knapp und teuer war. Über Podeste und zweiflügelige Türen gelangten die Tiere in ihre Anbindeställe im ersten und zweiten Stockwerk des Gebäudes.